# 주일 중국 대사
주일 중국 대사는 일본 주재 중화인민공화국 대사관의 수장이다.

## 역대 대사

### 주일본 중화인민공화국 대사
| 이름       | 이름(간체) | 임기 시작일 | 임기 종료일 | 각주        |
| ---------- | ---------- | ----------- | ----------- | ----------- |
| 첸추       | 陈楚       | 1973년 4월  | 1976년 12월 | [ 1 ]       |
| 푸하오     | 符浩       | 1977년 8월  | 1982년 2월  | [ 1 ]       |
| 송지광     | 宋之光     | 1982년 3월  | 1985년 8월  | [ 1 ]       |
| 장슈       | 章曙       | 1985년 9월  | 1988년 6월  | [ 1 ] [ 2 ] |
| 양젠야     | 杨振亚     | 1988년 6월  | 1993년 3월  | [ 1 ]       |
| 쉬둔신     | 徐敦信     | 1993년 12월 | 1988년 6월  | [ 1 ] [ 3 ] |
| 천젠       | 陈健       | 1998년 4월  | 2001년 7월  | [ 1 ]       |
| 우다웨이   | 武大伟     | 2001년 7월  | 2004년 8월  | [ 1 ]       |
| 왕이       | 王毅       | 2004년 9월  | 2007년 9월  | [ 1 ] [ 4 ] |
| 추이톈카이 | 崔天凯     | 2007년 9월  | 2010년 1월  | [ 1 ]       |
| 청융화     | 程永华     | 2010년 2월  | 2019년 5월  | [ 1 ]       |
| 쿵쉬안유   | 孔铉佑     | 2019년 5월  | 2023년 2월  | [ 1 ] [ 5 ] |
| 우장하오   | 吴江浩     | 2023년 2월  | 현직        | [ 6 ]       |

## 같이 보기
- 주일본 중국 대사관
- 중일 관계
- 중화인민공화국 외교부